# Lleó XIV
Lleó XIV   (Chicago, 14 de setembre de 1955), nascut com a Robert Francis Prevost, OSA, és el 267è papa de l'Església Catòlica Romana des del 8 de maig del 2025. Estatunidenc de naixement, té també la nacionalitat peruana. Anteriorment, va ser prefecte de la Congregació per als Bisbes des del 12 d'abril de 2023, bisbe de Chiclayo al Perú, des del 2015 al 2023, i prior general de l'orde de Sant Agustí a Roma del 2001 al 2013.
Va treballar al Perú del 1985 al 1986 i del 1988 al 1998 com a rector parroquial, funcionari diocesà, professor de seminari i administrador. Va passar els anys 1987 a 1988 i 1998 a 2001 als Estats Units, amb seu a Chicago i va treballar a l'orde dels agustins. El papa Francesc el va nomenar cardenal el 30 de setembre de 2023.

## Biografia

### Ascendència
Els avis materns de Lleó XIV, tots dos descrits com a negres o mulats en diversos registres històrics, vivien al Setè Districte de la ciutat de Nova Orleans, una àrea tradicionalment catòlica i un gresol de persones amb arrels africanes, caribenyes i europees. Una llicència de matrimoni mostra que els avis materns, Joseph Martinez i Louise Baquié, es van casar a Nostra Senyora del Sagrat Cor al carrer Annette de Nova Orleans el 1887. Joseph Martinez va reclamar Haití com el seu lloc de naixement. Joseph Martínez i Louise Baquié, finalment es van mudar a Chicago a principis del segle XX i van tenir una filla: Mildred Martínez, la mare de Lleó XIV.

### Primers anys
Robert Francis Prevost va néixer a Chicago el 14 de setembre de 1955. Va completar els seus estudis secundaris al seminari menor de l'orde de Sant Agustí el 1973. Prevost va obtenir una llicenciatura en matemàtiques a la Universitat de Villanova el 1977. Es va unir als agustins l'1 de setembre de 1977, va fer els seus primers vots el 2 de setembre de 1978, i va fer els seus vots solemnes el 29 d'agost de 1981. L'any següent va obtenir un títol de Màster en Divinitat a la Unió Teològica Catòlica de Chicago.

### Sacerdoci
Prevost va ser ordenat sacerdot per l'orde de Sant Agustí a Roma el 19 de juny de 1982. Va obtenir la llicenciatura i el doctorat en dret canònic per la Universitat Pontifícia de Sant Tomàs d'Aquino a Roma el 1984 i el 1987, respectivament.
Prevost es va incorporar a la missió agustiniana al Perú l'any 1985 i va exercir com a canceller de la Prelatura territorial de Chulucanas de 1985 a 1986. Va passar l'any 1987 a 1988 als Estats Units com a pastor de vocacions i director de missions per a la Província Agustina de Chicago. Després va tornar al Perú, passant els deu anys següents dirigint el seminari agustí de Trujillo i ensenyant dret canònic al Seminari Diocesà, on també va ser prefecte d'estudis. Va exercir com a jutge del Tribunal Eclesiàstic Regional i membre del Col·legi de Consultors de Trujillo. També va dirigir una parròquia als afores de la ciutat.

### Lideratge agustinià
El 1998, Prevost va ser elegit provincial de la província agustiniana de Chicago i va tornar als Estats Units per assumir aquest càrrec el 8 de març de 1999.
Segons algunes informacions, a partir de l'any 2000, Prevost va permetre que el pare James Ray, un sacerdot aleshores acusat d'abusar de menors el ministeri del qual estava restringit des de 1991, residís al Convent de St. John Stone de Chicago, malgrat la seva proximitat a una escola primària catòlica. A Ray se li va assignar un monitor mentre estava a la residència i l'escola no va rebre cap notificació. Va ser traslladat a una residència diferent l'any 2002 quan els funcionaris de l'Església van adoptar normes més estrictes per als sacerdots acusats d'abusar de menors. Segons Pedro Salinas, periodista que va investigar i editar una monografia sobre  l'organització catòlica Sodalicio de Vida Cristiana propera a l'extrema dreta peruana, dissolta el 2025 per ordre del papa Francesc, aquesta acusació d'encobriment d'un sacerdot pedòfil feta contra Robert Francis Prevost  és falsa i va ser difosa per la mateixa Sodalicio en resposta al fet que aquest prelat va promoure denunciar els excessos d'aquesta l'organització.
L'any 2001, Prevost va ser elegit per un mandat de sis anys com a prior general dels agustins. Va ser elegit per a un segon mandat de sis anys l'any 2007. Del 2013 al 2014, Prevost va ser director de formació al Convent de Sant Agustí de Chicago, així com primer conseller i vicari provincial de la Província de Nostra Mare del Bon Consell, que cobreix el mig oest dels Estats Units.
Essent prior de l'orde de Sant Agustí, Robert Prevost va viatjar a Catalunya i s'interessà i va visitar per dues vegades  la tasca social que a Badalona portava a terme l'Ateneu de Sant Roc i la parròquia basada en un notable treball de voluntariat en aquest barri amb dificultats socials.  Tasca que el 2022 rebé el premi Carles Capdevila.

### Bisbe de Chiclayo
El 3 de novembre de 2014, el papa Francesc va nomenar Prevost com a administrador apostòlic de la diòcesi de Chiclayo i bisbe titular de Sufar. Va rebre la seva consagració episcopal el 12 de desembre de 2014. El 26 de setembre de 2015 va ser nomenat bisbe de Chiclayo.
La seva divisa episcopal és «In Illo un unum», paraules que Sant Agustí pronuncia en un sermó, l'Exposició sobre el Salm 127, per a explicar que «encara que els cristians som molts, en l'únic Crist som un».
El 13 de juliol de 2019, Prevost va ser nomenat membre de la Congregació per al Clergat. El 15 d'abril de 2020 va ser designat administrador apostòlic del Callao al Perú. El 21 de novembre de 2020, el papa Francesc el va nomenar membre de la Congregació per als Bisbes.
Dins de la Conferència Episcopal del Perú, Prevost va formar part del consell permanent per al mandat del 2018 al 2020. Va ser elegit el 2019 com a president de la seva Comissió d'Educació i Cultura. També va ser membre de la direcció de Càritas Perú. Prevost va tenir una audiència privada amb el papa Francesc l'1 de març de 2021, alimentant l'especulació d'una nova tasca a Chicago o Roma.

### Dicasteri per als bisbes
El 30 de gener de 2023, el papa Francesc el va nomenar prefecte de la Congregació per als Bisbes, amb efecte el 12 d'abril, amb el títol d'arquebisbe-bisbe emèrit de Chiclayo.
El 9 de juliol de 2023, el papa Francesc va anunciar que tenia previst nomenar-lo cardenal en un consistori previst per al 30 de setembre.

### Cardenalat
Va ser creat cardenal pel papa Francesc durant el consistori celebrat el 30 de setembre de 2023,  En aquest consistori va ser nomenat cardenal diaca de Santa Monica degli Agostiniani.. El 28 de gener de 2024 va assumir oficialment la seva Església titular.
El 4 d'octubre de 2023, fou designat com a membre de la Secció dedicada a la primera evangelització i a les noves esglésies particulars dins del Dicasteri per a l'Evangelització. A més, va ser integrat en diversos dicasteris: el de la Doctrina de la Fe, el de les Esglésies Orientals, el del Clergat, el dels Instituts de Vida Consagrada i les Societats de Vida Apostòlica, el de Cultura i Educació, el de Textos Legislatius, així com a la Comissió Pontifícia per a l’Estat de la Ciutat del Vaticà.
El 6 de febrer de 2025, va ser elevat a l'ordre dels bisbes dins del Col·legi Cardenalici, i li fou atribuïda la diòcesi suburbicària d'Albano.

### Papa de l'Església Catòlica amb el nom de Lleó XIV
Robert Francis Prevost va ser elegit papa pel conclave el 8 de maig de 2025, convertint-se en el primer pontífex estatunidenc i peruà. Escollint el nom de Lleó XIV. Des de la Lògia de les Benediccions de la basílica de sant Pere de Roma les seves primeres paraules  a la multitud congregada foren: "La pau estigui amb tots vosaltres! Estimats germans i germanes, aquesta és la primera salutació de Crist Ressuscitat, el Bon Pastor que va donar la vida pel ramat de Déu. També jo voldria que aquesta salutació de pau entrés als seus cors, arribés a les seves famílies, a totes les persones, on siguin, a tots els pobles, a tota la terra. La pau sigui amb vosaltres!”
Paraules a les quals va seguir un discurs en què va demanar caminar “junts buscant sempre la pau i la justícia”. Reclamant unitat en una Església i un món en tensions i dificultats. “Hem de buscar com ser una Església missionera, que construeixi ponts i diàleg. Sempre oberta a tots els qui tenen necessitat de la nostra caritat, la nostra presència". També, seguint l'obra del seu antecessor Francesc, cercant ser una "Església sinodal, una Església que camina, que busca sempre la pau. Que busca sempre estar a prop, especialment dels qui pateixen tant".
Lleó XIV va aparèixer amb la tradicional estola vermella papal i la mozzetta, unes peces que el seu antecessor  no va portar mai. Després de pronunciar la seva primera exhortació en italià i castellà, va donar la benedicció Urbi et Orbi en llatí.

## Posicionaments sobre l'Església i la societat

### Fe i cristianisme a la societat actual
L'endemà de la seva elecció Lleó XIV i en l'homilia d'una missa concelebrada amb els cardenals, feia una preocupant anàlisi de la societat en aquests termes: "Avui, molts consideren la fe cristiana com una cosa absurda, pròpia de persones febles i poc lúcides; d’altres prefereixen confiadament altres seguretats: la tecnologia, els diners, l’èxit, el poder o el plaer. Són ambients en què testimoniar l’Evangeli és difícil; qui creu hi és ridiculitzat, menyspreat, perseguit o, en el millor dels casos, tolerat amb condescendència. Però justament per això són llocs on la missió és urgent, perquè la manca de fe sovint condueix a drames com la pèrdua del sentit de la vida, l’oblit de la misericòrdia, la violació de la dignitat humana, la crisi de la família i moltes altres ferides que fan patir profundament la nostra societat. També hi ha, fins i tot entre els batejats, contextos en què Jesús és admirat com a persona però reduït a un simple líder carismàtic o superhome. Això porta a un ateisme de fet: es viu com si Déu no existís."
Tot demanant una actitud proactiva davant d'aquest "món que ens ha estat confiat. I, tal com tantes vegades ens ha recordat el papa Francesc, hi estem cridats a donar testimoni de la fe joiosa en Jesús Salvador". Treballant perquè l'Església sigui "el far que il·lumina les nits del món."

### La fidelitat a l'Evangeli
La missió dels bisbes, afirmà Prevost el 2023, ha de posar per davant la fe sobre les seves tasques d'administració diocesana. La primera prioritat és «comunicar la bellesa de la fe, la bellesa i l'alegria de conèixer Jesús». Tot remarcant que els bisbes han de ser pastors propers a la seva gent, no pas uns mànagers.
En el seu primer missatge com a papa va emfatitzar la tasca de sembrar la pau recordant la salutació de pau de Jesús ressuscitat, «qui va donar la seva vida pel ramat de Déu». Desitjant  «una pau desarmada i que desarma». Tot afirmant que volia continuar la fe i l'esperança del papa Francesc: «Déu té cura de vosaltres, Déu els estima a tots, i el mal no prevaldrà! Estem tots a les mans de Déu» Remarcant objectius com la conversió en una Església missionera mitjançant el diàleg i l'obertura, la fidelitat a l'Evangeli, caminant junts en la sinodalitat, el treball com a una Església unida per la pau i la justícia, la proximitat amb els que pateixen i tot pregant a Maria com a mitjancera. En dues ocasions va esmentar la necessitat de no tenir por davant la situació actual. Lleó XIV va demanar l'ajuda de Déu per "bastir ponts" perquè "tots puguem ser un sol poble sempre en pau".

### La sinodalitat a l'Església
El cardenal Robert Francis Prevost, fou delegat Sínode sobre la sinodalitat i ha estat un ferm defensor de la sinodalitat, un dels llegats distintius del papa Francesc.

Considera Prevost que la participació i la corresponsabilitat de tots els fidels  acabaran amb la polarització a l'Església. Més important encara, té la certesa  que l'Esperit Sant ens impulsa cap a una renovació. Afirma que tots els fidels estan «cridats a la gran responsabilitat de viure allò que jo anomeno una nova actitud». Això significa escoltar abans que res l'Esperit Sant, escoltar allò que Ell demana a l'Església.

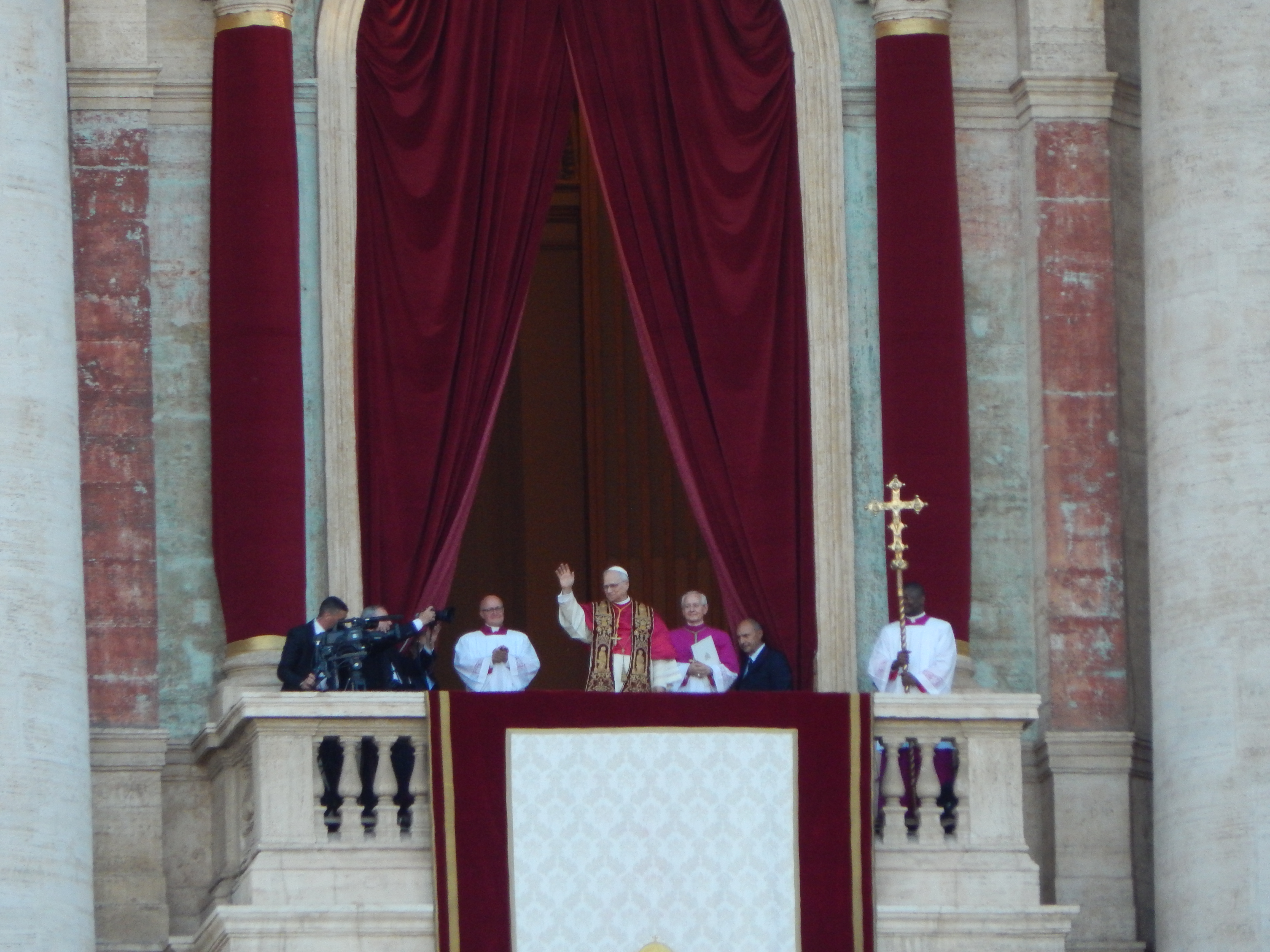
Lleó XIV saluda la gent reunida a la plaça de Sant Pere en la seva primera aparició pública com a papa.

### Defensar la dignitat humana
En els seus anys de Bisbe de Chiclayo, Robert Francis Prevost ja vindicà el respecte per la dignitat humana, amb la justícia i l'honestedat, ja que sense principis ni valors es destrueix l'esperança en temps difícils. Remarcant, el 2020, que per això “es necessita qualitat de vida, disminuir l'índex de pobresa i posar fi a la corrupció."

### El paper de la dona a l'Església
El cardenal Prevost, al capdavant del Dicasteri que designa i s'ocupa dels bisbes, va anomenar, el 2023, dues dones com a membres d'aquest rellevant òrgan pontifici. Però, tanmateix, s'oposa a l'ordenació de dones com a diaques.
Creu que "clericalitzar les dones" no resoldria els problemes de l'Església catòlica. En una roda de premsa del sínode, el 2023, el cardenal americà va subratllar que  en "la tradició apostòlica és una cosa que s'ha explicat molt clarament, sobretot si es vol parlar de la qüestió de l'ordenació de les dones al sacerdoci". Afegint que "una cosa que també cal dir és que ordenar dones -i hi ha hagut algunes dones que ho han dit prou clar- 'clericalitzar les dones' no necessàriament resol un problema, sinó que podria crear-ne un de nou". "Potser hem de buscar una nova comprensió o una comprensió diferent tant del lideratge, el poder, l'autoritat i el servei --sobretot del servei- a l'Església des de les diferents perspectives que, si es vol, poden aportar a la vida de l'Església les dones i els homes". Tot afirmant que l'Església catòlica no és una imatge reflectida de la societat i "ha de ser diferent". Al mateix temps, va indicar, que les dones assumeixen contínuament nous rols de lideratge tant al Vaticà com en altres parts de l'Església. "Crec que hi haurà un reconeixement continu del fet que les dones poden aportar molt a la vida de l'Església a molts nivells diferents", va dir.

### Altres qüestions socials
L'abril de 2025, el diari italià La Repubblica va afirmar que el cardenal Prevost era una figura "cosmopolita" i "apreciada per conservadors i progressistes" dins de l'Església. Mantenint posicions, basades en el dret a la vida, Prevost s'oposa a l'eutanàsia, l'avortament i la pena de mort.
El successor de Francesc, Lleó XIV, pot ser vist com una persona amb una visió més conservadora sobre el tema de l'homosexualitat, expressada sobretot en un discurs  del 2012. En aquest discurs, Prevost va exposar preocupació sobre la "simpatia per les creences i pràctiques que estan en desacord amb l'Evangeli", citant "l'estil de vida homosexual" i "les famílies alternatives formades per parelles del mateix sexe i els seus fills adoptius". En conseqüència, essent bisbe al Perú, Prevost es va oposar als plans del govern d'afegir ensenyaments sobre gènere a l'escola, qualificant la promoció de la ideologia de gènere com a. confusa, ja que "creen gèneres que no existeixen". Respecte a Fiducia supplicans, una declaració doctrinal sobre les benediccions per a les persones en relacions del mateix sexe, opinà que les conferències episcopals nacionals haurien d'«interpretar i aplicar aquestes directives en els seus contextos locals, ateses les diferències culturals» que s'apleguen dins l'Església.

### Acolliment dels refugiats
En mig de les importants migracions per causes de pobresa o conflictes bèl·lics ha recordat l'esperit d'acolliment evangèlic. Lleó XIV, com Francesc, entenen que defensa dels migrants està profundament arrelat en la missió de Crist i en la història de l’Església i que la legítima regulació  de la migració no ha de soscavar mai la dignitat essencial de la persona.
En son mostres com va recolzar els refugiats veneçolans al Perú durant els seus anys de bisbe de Chiclayo. També ha criticat les polítiques d'immigració dels Estats Units durant el segon mandat del president Donald Trump i el seu vicepresident  J.D. Vance.  Així mateix, fou crític amb els acords de Trump i el president d'El Salvador, Nayib Bukele, per detenir criminals de qualsevol nacionalitat deportats, sense cap tràmit legal, dels Estats Units a presons salvadorenques.

### Ecologia i canvi climàtic
Seguint les passes marcades per l'encíclica Laudato si' del papa Francesc, el nou pontífex ha demanant que l'Església prengui un paper més actiu i ampli contra la destrucció del planeta. "El domini sobre la natura" no ha de ser "tirànic", va dir el llavors cardenal Prevost durant un seminari de novembre de 2024 emfatitzant la necessitat d'una relació més recíproca dels humans amb la Terra.

## Obres. Selecció
- The office and authority of the local Prior in the Order of Saint Augustine (Tesi doctoral) Pontifical University of Saint Thomas Aquinas. 1987.
- Rule and Constitutions of the Order of Saint Augustine. Pennsylvania: Augustinian Historical Institute, Villanova University. 2002.
- "Sint-Augustinus, een fascinerend man"  a Van Bavel, Tarsicius Jan i Bruning, Bernard, (eds). Sint-Augustinus . Brussel·les: Mercator. 2007 pp. 7–8.
- "Grußwort des P. Generalpriors Robert Prevost". Augustiniana  n.3/4, 2006,  p. 199–200.
- "Saint Augustin, une présentation". Saint Augustin, Brussel·les: Mercator. 2007, p. 7–8.
- "Homilía de la Eucaristía de clausura: parroquia Santa Rita de Madrid, 26 noviembre 2006". Revista agustiniana n.. 48, p. 189–193
- "Palabras conclusivas del R.P. Robert Prevost, prior general de la Orden de San Agustín, sobre los agustinos y el estudio de la patrología". Religión y Cultura núm. 5/II, 2006, p. 503–510.
- "El bisbe és un pastor proper al poble, no un mànager. Entrevista a fra Robert Francis Prevost, prefecte del dicasteri per als bisbes". Documents d'Església, núm. 114, 2023, pàg. 394-397